# Das Spukschloß von Baskermore
Das Spukschloß von Baskermore ist eine deutsche Fernsehfilmkomödie mit Hans-Joachim Kulenkampff in der Hauptrolle des Kapitäns Senkstake. Die Erstausstrahlung erfolgte am 23. März 1974. Die Produktion war der zweite Film der dreiteiligen Serie Käpt’n Senkstakes Abenteuer. Die drei Filme (Erster Film Ay, ay, Sheriff, dritter Film Ehrenhäuptling der Watubas) standen in keinem direkten inhaltlichen Zusammenhang und wurden sämtlich 1974 ausgestrahlt.

## Handlung
Ein schottischer Nordseehafen vor dem Ersten Weltkrieg: Der Bremer Kapitän Kai Wilhelm Senkstake und sein Leichtmatrose Bruno werden bei einem Pub-Besuch in eine Schlägerei verwickelt, die die beiden Seeleute mühelos gewinnen. Dort lernen sie eine junge Dame, Polly Lobster, und ihren kleinen Bruder Donald kennen. Polly und ihre drei Geschwister haben von ihrem jüngst verstorbenen Vater das alte Schloss Baskermore Castle geerbt. Sie haben das Anwesen bereits einem indischen Maharadscha zum Kauf angeboten, da ihnen die Mittel zum Unterhalt fehlen. Polly und Donald wollen das Schloss besuchen, um den Empfang des Maharadschas vorzubereiten. Da Senkstakes Frachter wegen einer verspäteten Ladung unerwartet 14 Tage Aufenthalt hat, entschließt sich der Kapitän, zusammen mit Bruno Polly und Donald zu helfen, geht er doch davon aus, Pollys unehelicher Vater sein zu können.
Schon auf dem Weg zum Schloss werden die vier Reisenden von Einheimischen vor unheimlichen Geschehnissen auf Schloss Baskermore gewarnt. Doch wie sich herausstellt, wird der Spuk in Form von Gespenstern von einer Whisky produzierenden Schwarzbrennerbande inszeniert, die mit Pollys Vater zusammengearbeitet hat und nun fürchtet, aufzufliegen, da der Verstorbene seine früheren Mitarbeiter im Testament nicht bedacht hat. Zu der Bande gehören auch der Butler Tombstone und die Haushälterin Phyllis McIntosh. Turbulent wird es zusätzlich, als Maharadscha Salaman mit seinem Harem samt Eunuchen auf Baskermore eintrifft.
Schließlich kann die Bande mit Hilfe Senkstakes und Donalds überrumpelt werden: Das Schloss bleibt im Besitz der Geschwister Lobster, und Polly und der ermittelnde Polizei-Sergeant werden ein Liebespaar. Zum Harem des Maharadschas gehört auch die Hamburger Tänzerin Hanne, die Senkstake bereits von einem Besuch in der Hansestadt kennt (Senkstake zu Hanne: „Die Hanne aus der Silberkanne!“). Sie war aus Abenteuerlust ins Ausland gegangen, von Mädchenhändlern entführt und an den Maharadscha verkauft worden. Senkstake und Bruno verhelfen ihr zur Flucht und schmuggeln sie an den Hafenbehörden vorbei auf ihren Dampfer.

## Kritik
Das Hamburger Abendblatt charakterisierte den Film seinerzeit als „albernes Abenteuer“, gegen das noch der „schlimmste Edgar-Wallace-Schinken“ eine „Perle der Filmkunst“ sei. (Am Wochenende gesehen, in: Hamburger Abendblatt vom 25. März 1974)

## Veröffentlichung
Eine VHS-Edition von SK Video Film erschien bereits in den 1980er Jahren. 2019 erschien von Pidax eine DVD-Edition.